# Större spökuggla
Större spökuggla (Ninox strenua) är en fågel i familjen ugglor inom ordningen ugglefåglar.

## Utseende och läte
Större spökuggla är en mycket stor mörkbrun och vit uggla. Undersidan är kraftigt tecknad med mörkt pilspetsformat mönster. De mycket stora fötterna är gula. Lätet består av ett högljudd tvåstavigt hoande, med andra tonen något ljusare än den första.

## Utbredning och systematik
Fågeln förekommer i östra Australien (sydöstra Queensland till Victoria och sydöstra South Australia). Den behandlas som monotypisk, det vill säga att den inte delas in i några underarter.

## Levnadssätt
Större spökuggla påträffas utmed bäckar och raviner i tät skog. Den är nattaktiv och vilar dagtid i ett stort träd.

## Status
Arten har ett stort utbredningsområde och beståndet anses stabilt. Internationella naturvårdsunionen IUCN listar den därför som livskraftig (LC). Världspopulationen är dock relativt liten, uppskattad till 2200–2800 vuxna individer.